# トム・ボンバディルの冒険
『トム・ボンバディルの冒険』（トム・ボンバディルのぼうけん、原題: The Adventures of Tom Bombadil）は、20世紀イギリスの作家・文献学者J・R・R・トールキン（1892年 - 1973年）が1962年に出版した詩集。挿絵はポーリン・ベインズ（1922年 - 2008年）による。
トールキンが創造した「中つ国」関係の詞華集として、ホビットたちが「西境の赤表紙本」に書き残した詩をトールキンが集め、現代英語に訳したという体裁を取る。トールキンによる前書きと16編の詩からなり、タイトルは詩の最初に配置されている表題作から取られた。
日本語訳については、『農夫ジャイルズの冒険―トールキン小品集』（2002年）または『トールキン小品集』（1975年、いずれも評論社）に収録されている。

## 構成

### まえがき
はじめにトールキンによる「まえがき」がある。

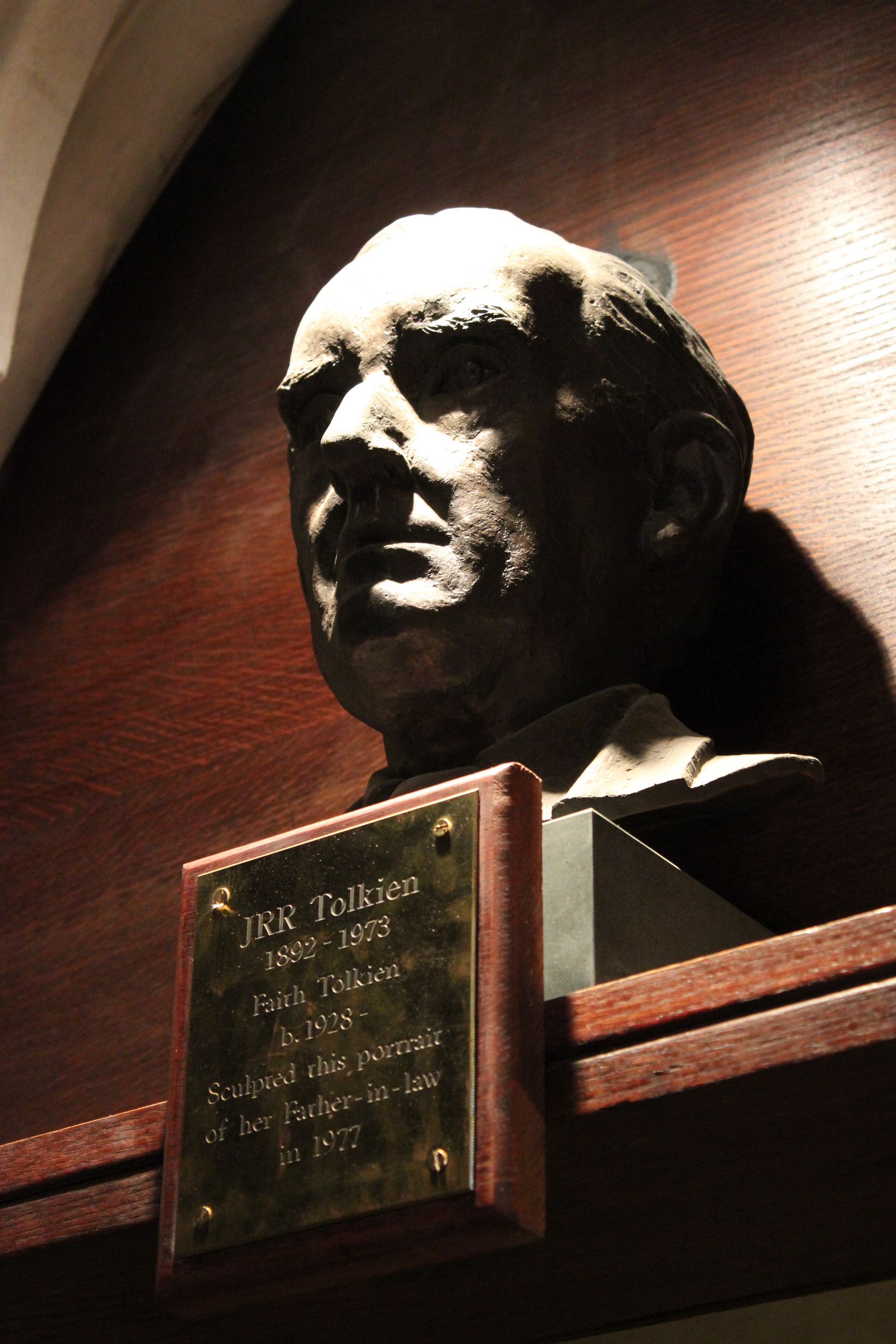
トールキンの胸像（オックスフォード大学・エクセター・カレッジ）

トールキンによれば、ホビット族の「西境の赤表紙本」には実にたくさんの詩が載っている。伝承と歴史の記録である『指輪物語』には数えるほどしか見当たらないものの、綴じていないページにおびただしい量の詩が記され、欄外や空白のページに走り書きされたものもあるという。走り書きの大半はナンセンス詩であり、本詩集の4番、11番、13番などは欄外の書き込みから選ばれた。

### 各詩について
次の16編の詩から成っている。
1. トム・ボンバディルの冒険
2. トム・ボンバディル　小船に乗る
3. さすらいの騎士
4. 小さな王女さま
5. 月に住む男　鈍重の巻
6. 月に住む男　軽薄の巻
7. 岩屋の巨人
8. 巻貝のペリー坊や
9. ミューリップ族
10. 象
11. ファスティトカロン
12. 猫
13. 影の花嫁
14. 秘密の財宝
15. 海の鐘
16. 最後の船

#### トム・ボンバディルの冒険
表題作。トールキンによれば、1番と2番の詩はバック郷で生まれた。バック郷の住人たちは、トム・ボンバディルをガンダルフ同様に情愛細やかな人物とみなしていた。彼は神秘的な存在であり、その行動は予知しがたいが、同時に滑稽さも備えていた。この歌は2番よりも成立が古く、ボンバディルの伝説をホビット族が記録していたものだろうとする。同じ歌が『指輪物語』でも歌われており、「旅の仲間」においてトム・ボンバディル自身が冒頭の部分を歌う。
トム・ボンバディルが川の精の娘ゴールドベリに会い、柳じじいの歌に眠らされて樹の幹の裂け目に閉じ込められ、アナグマの家族に会い、さらに先史時代の墓から現れる塚人と会うという物語である。
実際には1934年に『オックスフォード・マガジン』で発表されている。

#### トム・ボンバディル　小船に乗る
1番と同様、バック郷で生まれた詩とされる。1番よりも成立が新しく、『指輪物語』でフロド・バギンズとその友人たちがトム・ボンバディルの家を訪れた後に作られたものだろうとする。
トム・ボンバディルが小船でブランディワイン川を下り、マゴットじいさんと藺草村の旅籠で陽気に一夜を過ごして夜明け前に立ち去る。残された小船は、カワウソや鳥たちが曳いて戻ったという内容である。実際には、本詩集の出版のためにトールキンが新たに書いた作品である。

#### さすらいの騎士
トールキンによれば、押韻や物語がいつも書き出しのところに戻り、聴衆がうんざりして音を上げるまで朗唱し続けるという、ホビット族が愛してやまない系統の詩である。「赤表紙本」にはほかにも似た詩があるが、その長大さと見事な技巧によりビルボ・バギンズの作品とみなされる。元来のナンセンス詩にヌーメノール王朝（第二紀）やエアレンディルの伝説を多少強引に当てはめて修正をほどこしていることから、ビルボが旅から戻った直後の作品に間違いないとしている。ビルボはこの詩の韻律を編み出したことを自ら豪語していたという。15番の「海の鐘」とともに、放浪の旅の中に人生の倦怠をさりげなく伝える。

#### 小さな王女さま
「西境の赤表紙本」の欄外の書き込みから選ばれたとされる詩。
妖精の王女が湖上で踊り、湖面に映る姿とつま先をつけあって二人で踊り続けるという、可憐な小品である。

#### 月に住む男　鈍重の巻
「西境の赤表紙本」によれば、ビルボの作品である。同じ詩が『指輪物語』でも歌われており、「旅の仲間」においてブリー村の「踊る子馬亭」でフロドが披露する。月に住む男が旅籠を訪れ、ビールを飲みまくって大騒ぎを起こす。
実際には、「猫とバイオリン―復元された童謡と解禁されたスキャンダラスな秘密」というタイトルで1923年に発表されている。

#### 月に住む男　軽薄の巻
トールキンによれば、16番「最後の船」とともにゴンドール由来の物語である。この詩ではベルファラス湾と、ドル・アムロスの海に向かって立つ塔ティリス・イーアーを扱っている。
月に住む男が地球の海に落ちてきて、漁師の船に救われる。彼は宿屋に向かうが、冷たくあしらわれる。
実際の成立は本詩集の中でも早く、1914年の冬に書かれた。

#### 岩屋の巨人
「西境の赤表紙本」によれば、サム・ギャムジーが即興で作った歌である。同じ詩が『指輪物語』でも歌われており、「旅の仲間」において石と化した3体のトロルを目にしたサムが披露する。
岩屋に住むトロルが墓場から盗んできた骨をかじっている。長靴のトムがトロルの尻を蹴飛ばすが、傷んだのはトムの足の方だった。

#### 巻貝のペリー坊や
「西境の赤表紙本」のこの詩にはサム・ギャムジーのイニシャルが添えてあるが、ホビット族が気に入っていたらしい滑稽な伝承動物譚をサムが修正しただけなのかもしれないとされる。
7番に続いて岩屋のトロルについて歌っている。ひとりぼっちで寂しいトロルがホビット庄を訪れる。みんなが逃げ出す中で、巻貝のペリー坊やだけが友達となり、トロルは坊やにごちそうする。

#### ミューリップ族
トールキンの前書きに言及がない。マーロック山脈のかなたの影の国に住むという人食い種族の歌。

#### 象
サムの主張にしたがえば、ホビット庄で古くから伝わるという、じゅう（ムマキル）の歌である。
同じ詩が『指輪物語』でも歌われており、「二つの塔」においてモルドール北方の黒門を見下ろす窪地に至り、サムがゴクリとの会話の中で歌う。

#### ファスティトカロン
「西境の赤表紙本」の欄外の書き込みから選ばれたとされる。
海の怪物で、島のように巨大な亀アスピドケロンの歌。

#### 猫
トールキンの前書きには言及がない。実際には1956年にトールキンの孫娘ジョーン・アンを楽しませるために書かれた作品。
マットに寝そべる太ったネコは、暗い森影で繰り広げられるライオンとヒョウの闘いの記憶を忘れないでいるという。
なお、トールキンは初期の草稿『ティヌーヴィエル物語』にエルフの敵として「猫大公テヴィルド」を登場させていたが、後にその役割はサウロンに取って代わられることになった。この草稿では、テヴィルドが猟犬フアンに屈した場面において次のような記述がある。「また猫たちはあの日以降、主君や主人、友といったものを持ちませんでした。彼らが鳴きわめき悲鳴を上げるのは、心が淋しくつらく、喪失感で一杯だからです。胸にあるのは闇ばかりで、情はありません。」。

#### 影の花嫁
「西境の赤表紙本」の欄外の書き込みから選ばれたとされる詩。
影のない、石の彫像のような男が少女をからめとり、その影を奪う。

#### 秘密の財宝
トールキンによると、第一紀末葉の英雄時代、トゥーリンや小ドワーフのミームの伝説の余韻が鳴り響いているように思われる。
黒い岩屋に古く語り継がれた財宝の所有をめぐり、エルフ、ドワーフ、竜、そして人間が相争う。
物欲や利己心を軸にして人間の歴史を色濃く描いたこの詩は、実際には1923年に『ベーオウルフ』から「呪いのかけられし、いにしえの人々の黄金」という一行を取り出してタイトルとして書かれたものである。

#### 海の鐘
トールキンによれば、ホビット族伝来のものとしては最新といってよい第四紀に属する詩。作品のはじめに誰かの手によって「フロドの夢」と書き添えてある。これをフロド自身が書いたとはまず考えられないものの、フロドの晩年の最後の3年間と3月、10月に訪れる暗い絶望的な悪夢を下敷きにしているとも思われる。
海辺で拾った白い貝殻から響いてきた鐘の音に誘われ、小船に乗って見知らぬ岸辺にたどり着くが、美しい世界は次第に沈黙と闇に取り込まれてゆく。
3番「さすらいの騎士」の詩とともに、放浪の旅の中に人生の倦怠をさりげなく伝える。
実際には、1934年に書かれた詩「いかれ男」を書き直し、分量を元の60行から120行に増やしたものである。
この詩について、信州大学教授の伊藤盡（1965年 - ）は、「『指輪物語』の幸福な結末とは異なる暗く哀しい結末が、ホビット庄の伝承に存在したことが仄めかされている陰鬱な詩」だと述べている。また、『J・R・R・トールキン―世紀の作家』の著者トム・シッピーは、トールキンは「海の鐘」において、「（死からの）大いなる逃避」という考えや彼が50年近く抱いていたイメージの数々に別れを告げているのかもしれない、と述べている。

#### 最後の船
トールキンによれば、6番「月に住む男　軽薄の巻」とともにゴンドール由来の物語である。ベルファラス湾に注ぐ「七つの川」に触れ、ゴンドール人の名をエルフ風にしたフィリエル（死すべき女の意）の名前が使われている。
少女フィリエルは、エルフたちが西に去る最後の船を見送る。エルフたちに誘われた彼女は船に乗ろうとして、心ははやるが足が動かない。
この作品では、この世は過ぎ去るという北欧的な世界認識を哀切に歌い上げている。実際には、1934年にローハンプトンの聖心修道会からの依頼を受けてトールキンが発表した詩を元にしており、書き直しにより喪失感や死の感覚がより強められている。

## 解説

### ホビット族の詩集

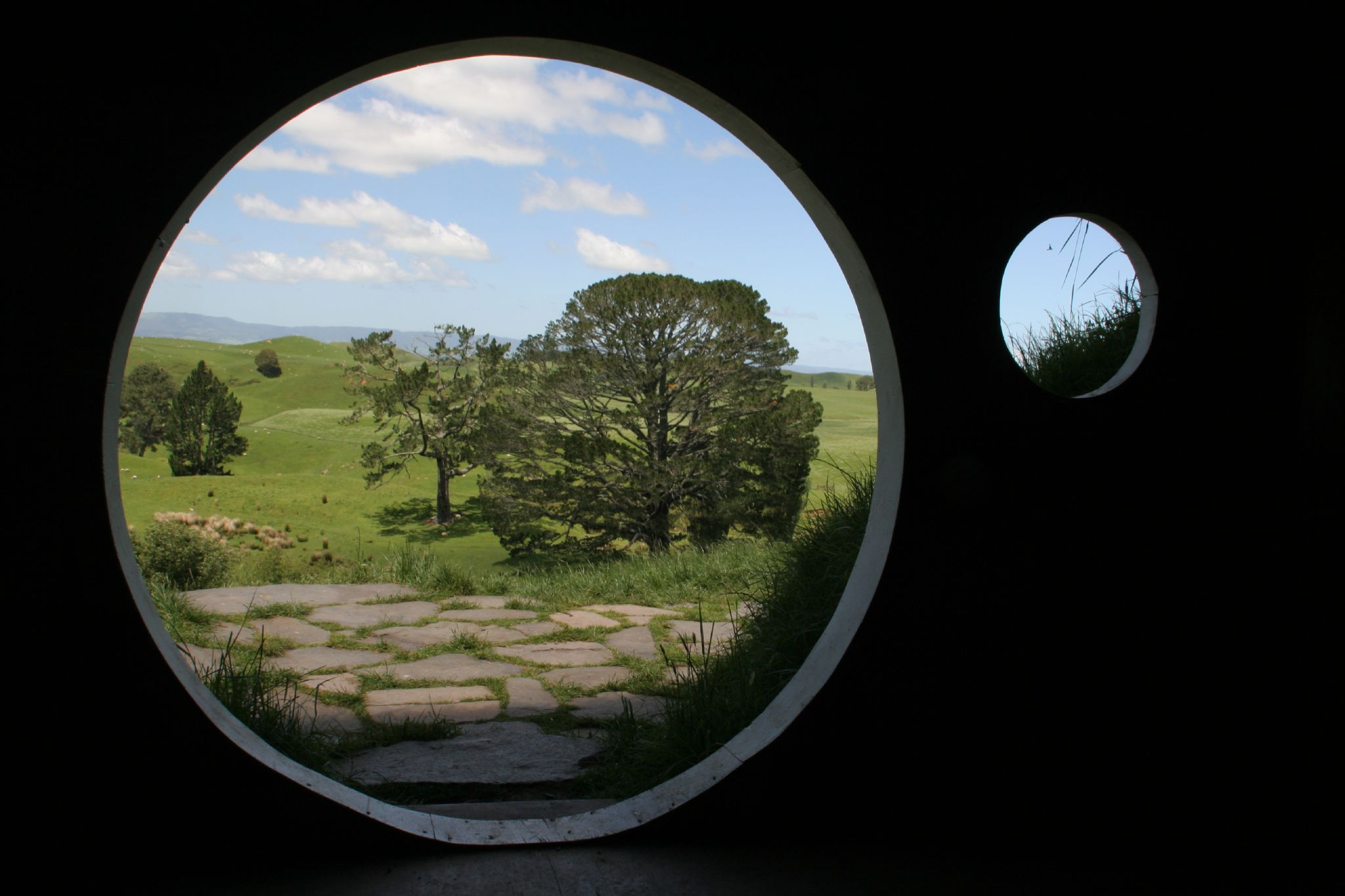
ピーター・ジャクソン監督による映画『ロード・オブ・ザ・リング』（2001年）で使われたホビット穴からのホビット庄の眺め。

トールキンが創造したホビット族は、ウサギのイメージを妖精化したような種族であり、「中つ国」の気候穏やかなホビット庄に住んでいた。彼らは控えめだが人付き合いがよく、花火と冗談とパイプと食事が好きで、いつも明るい服を着て贈り物とパーティーを欠かさなかった。日本語版『トム・ボンバディルの冒険』の翻訳者早乙女忠（1930年 - ）は、これらはアングロ・サクソン人の風習とトールキン自身の生活を重ね合わせて、それに幻想のヴェールをかけて生まれたものだと述べている。このようなファンタジーをトールキンは「二次世界」と呼んでいる。二次世界は現実の一次世界よりも緊張や深みや夢があり、一次世界の曖昧さをえぐり出し、現実の中に潜む真実を究めるものと位置づけた。早乙女によれば、トールキンによる詩は二次世界のエッセンスであり、詩の言葉そのものから幻想の一民族が誕生したと考えることができる。
本詩集に採録された作品の多くは、トールキンが1920年代から1930年代にかけて書いたものであったが、もっと早い時期のものもあり、2番「トム・ボンバディル小船に乗る」は出版のために新たに書かれたものである。ここに収められている長短16編の詩のうち、1番「トム・ボンバディルの冒険」、5番「月に住む男　鈍重の巻」、7番「岩屋の巨人」、10番「象」の4編は『指輪物語』でも歌われている。おそらく、トールキンのホビット族創造の過程で作られながら利用できなかった愛惜の念深い作品を、物語中の数編と合わせてアンソロジーとしたものと考えられる。
また、これらの詩は主に第三紀の終わりごろのホビット庄の言い伝えや笑い種などを扱っており、軽妙でユーモラスなものが多い。ホビット庄では詩はごく自然な表現手段とされており、そうしたホビットの状況設定によって、歌やバラード、機知に富むなぞなぞなどを生み出すトールキンの才能がうまく活かされている。早乙女によれば、英語の原詩は、押韻、頭韻、語句の繰り返しが豊富に現れ、韻律や連形式も多様であり、音が美しく響き合い、真に唱するに足る詞華集となっている。また、トールキンの詩は、単に耳に快く響くというだけのものではない。滑稽詩やナンセンス詩のほか、死の国に住む塚人や、不気味なミューリップ族、シャミッソーの『ペーター・シュレミール奇譚』（1814年）を思わせる影を奪う男などの人物群は、読者に怖れや怯えの感情を呼び起こす。

### トム・ボンバディルについて
トム・ボンバディルについての詩は2編あり、とくに最初の詩では、ボンバディルの自然との親近性が美しく表現されている。彼は「森と水と丘の主人」である。同時に自然の霊であり、命名者であり、誰にも支配されることなく、自ら何かを所有することを拒否する、風変わりな人物である。ほとんど量り難い力を持っている点で彼は魔法使いのガンダルフと共通点があり、トールキンによれば、この両者は「情け深く、どこか謎めいていて気まぐれだが、それでも愉快な人物」でもある。
トールキンの家族の間では、トム・ボンバディルはおなじみだった。その名前は、次男マイケルの羽付き帽子を被ったオランダ人形から取られたものである。長男のジョンはこの人形を嫌ってトイレに押し込んだことがあるが、トムは無事に救出され、トールキンは彼を主人公とした「トム・ボンバディルの冒険」を書いた。1937年、『ホビットの冒険』が好評をもって迎えられ、次作の出版について議論されたときに、トールキンは出版社にトム・ボンバディルの物語をもっと実質的にふくらませる提案をしたが、採用されなかった。その際、トールキンはトム・ボンバディルについて、「（消え去りゆく）オックスフォードとバークシャーの田園の精神」を表現しようとしたものだと説明している。
早乙女によれば、トム・ボンバディルは一種のトリックスターとして、神と人間、自然と文化、秩序と混沌のいずれにも自由に出入りして、双方を仲介する「いたずら者」であり、青年の衝動的なエネルギーや気まぐれと、老人の醒めた知恵をともに備えた存在である。このように、生命全体を支配する自律的な存在の詩を巻頭にすえ、妖精の国に憧れながら現実の世界を飛び立つことのできない少女フィリエルの詩で終わる本詩集は、トールキン文学の本質的なものを微細画のように見せているといえる。

## 成立過程

### トム・ボンバディルの誕生
次男マイケルが誕生した1920年のクリスマスから毎年、トールキンは子供たちにサンタクロースからの手紙を出すようになり、後に絵本『サンタクロースからの手紙』としてまとめられた。トールキンは自らも楽しみながら子供たちに向けて物語を語り聞かせるようになり、サンタクロースの手紙のほか、悪漢ビル・スティッカーとその宿敵ロード・アヘッド少佐の物語、小さな男ティモシー・タイタスの物語、トム・ボンバディルの物語などが生まれた。
「トム・ボンバディルの冒険」の詩は1930年代、トールキンがオックスフォード大学に勤務し、文芸サークル「インクリングズ」でC・S・ルイスらと交流していたころに生み出された。この詩は1934年に『オックスフォード・マガジン』で発表されている。

### 『ホビットの冒険』と『指輪物語』
1937年、『ホビットの冒険』の出版によって、トールキンは物語作家として知られるようになった。『ホビットの冒険』はトールキンとその妻エディスとの間に生まれた子供たち4人を楽しませるために書かれたものだった。

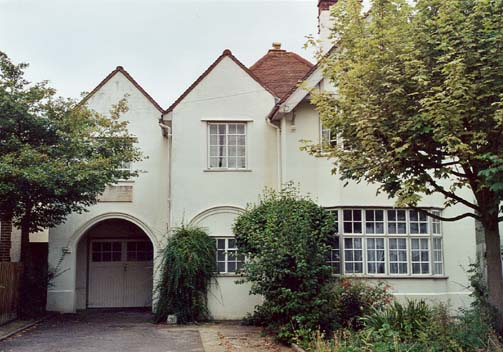
『指輪物語』及び『トム・ボンバディルの冒険』出版時、トールキンと妻エディスが住んでいたオックスフォード・サンドフィールドロードの家

『ホビットの冒険』の続編として構想され、トールキンが1949年に脱稿したのが『指輪物語』である。『指輪物語』は執筆中に大叙事詩に成長し、子供向けの物語だった『ホビットの冒険』とは趣の異なる、「中つ国」の時空の深淵をのぞかせる荘厳なものとなった。この作品は既存の文学ジャンルに分類することが困難な形式上の奇抜さと膨大な原稿枚数のために、『旅の仲間』、『二つの塔』、『王の帰還』の三部に分けて1954年から1955年にかけて出版された。『指輪物語』は、作品中に登場するホビットたちが中つ国の西方共通語で書いた記録書「西境の赤表紙本」の写本から、中つ国第三紀の「指輪戦争」に関する部分をトールキンが現代英語に「翻訳」したという体裁になっており、その後に編まれた本詩集も同様のスタイルを踏襲している。

### 『トム・ボンバディルの冒険』
1959年にオックスフォード大学を定年退職したトールキンは、「上古」とされる中つ国第一紀の事蹟を記した『シルマリルの物語』に専念するつもりだった。しかし、膨大な資料の整理と完全主義がたたって筆が進まなかった。『シルマリルの物語』は、結局トールキンの存命中には出版されず、彼の死後、三男クリストファーがトールキンの遺稿をまとめて1977年に出版されることになる。
その間の1961年、当時89歳だったトールキンの叔母ジェーン・ニーヴから「トム・ボンバディルを中心にして、私たちのような年寄りがクリスマス・プレゼントに買えるくらいの小さな本を出してくれないだろうか」という手紙の依頼があり、これに応えて編まれたのが本詩集『トム・ボンバディルの冒険』である。ポーリン・ベインズによって挿絵がつけられたこの作品は、1962年のクリスマスに間に合うように刊行され、叔母のジェーン・ニーヴはその数カ月後に亡くなった。